# Litteraturåret 1988

## Händelser

### Okänt datum
- Sovjetunionens vetenskapsakademi uppkallar asteroiden 3204 Lindgren efter Astrid Lindgren.[1]
- Posten gav ut två frimärken till 100-årsminnet av Dan Anderssons födelse.
- John Burnside debuterar med diktsamlingen The Broon Hoop.

## Priser och utmärkelser
- Nobelpriset – Naguib Mahfouz, Egypten[2]
- ABF:s litteratur- & konststipendium – Ernst Brunner
- Aftonbladets litteraturpris – Peter Kihlgård
- Aniarapriset – Karl Vennberg
- Astrid Lindgren-priset – Lena Anderson och Christina Björk
- Bellmanpriset – Lennart Sjögren
- BMF-plaketten – Peter Englund för Poltava
- BMF-Barnboksplaketten – Margareta Lindberg för Oscar i Paradiset
- Carl Emil Englund-priset – Gunnar Harding för Stjärndykaren
- Dan Andersson-priset – Teddy Gummerus
- De Nios Stora Pris – Göran Sonnevi
- De Nios översättarpris – Barbara Lönnqvist, Bertil Cavallin och Martin von Zweigbergk
- Doblougska priset – Per Olov Enquist och Göran Sonnevi, Sverige samt Edvard Hoem och Jan Erik Vold, Norge
- Eckersteinska litteraturpriset – Carl-Johan Vallgren
- Edith Södergran-priset – Tua Forsström
- Elsa Thulins översättarpris – Vanja Lantz
- Frank Heller-priset – Reidar Jönsson
- Gerard Bonniers lyrikpris – Katarina Frostenson
- Gerard Bonniers pris – Bengt Holmqvist och Birgitta Trotzig
- Goncourtpriset – Erik Orsenna för L'Exposition coloniale
- Gun och Olof Engqvists stipendium – Harry Järv, Ulf Eriksson och Otto Mannheimer
- Göteborgs-Postens litteraturpris – Ulla Isaksson
- Hedenvind-plaketten – Carl-Göran Ekerwald
- Ivar Lo-priset – Ove Allansson[3]
- Karlfeldt-priset – Olof Lagercrantz
- Kellgrenpriset – Knut Ahnlund
- Letterstedtska priset för översättningar – Jan Stolpe för översättningen av Michel de Montaignes Essäer
- Litteraturfrämjandets stora pris – P.O. Enquist
- Litteraturfrämjandets stora romanpris – Agneta Pleijel[3]
- Lotten von Kræmers pris – Ulf Linde
- Lundequistska bokhandelns litteraturpris – Ola Larsmo
- Neustadtpriset – Raja Rao, Indien
- Nils Holgersson-plaketten – Ulf Stark
- Nordiska rådets litteraturpris – Thor Vilhjálmsson, Island för romanen Gråmossan glöder (Grámosinn glóir)[3]
- Palmærpriset – Gerda Antti
- Petrarca-Preis – Philippe Jaccottet
- Pilotpriset – Tomas Tranströmer[3]
- Prix Femina Étranger – Amos Oz
- Schückska priset – Bernt Olsson
- Stiftelsen Selma Lagerlöfs litteraturpris – Lars Ahlin[3]
- Signe Ekblad-Eldhs pris – Konny Isgren och Klas Östergren
- Stig Carlson-priset – Thomas Tidholm
- Studieförbundet Vuxenskolans författarpris – May Larsson och Sven Nordqvist
- Svenska Akademiens nordiska pris – Nils Erik Enkvist, Finland
- Svenska Akademiens tolkningspris – Philippe Bouquet
- Svenska Akademiens översättarpris – Cilla Johnson
- Svenska Dagbladets litteraturpris – Konny Isgren för Övning
- Sveriges Radios Lyrikpris – Staffan Söderblom
- Tegnérpriset – Bo Grandien
- Tidningen Vi:s litteraturpris – Peter Kihlgård
- Tollanderska priset – Christer Kihlman
- Tucholskypriset – Sherko Bekes, Irak (kurd)
- Östersunds-Postens litteraturpris – Bengt Pohjanen
- Övralidspriset – Gunnar Brandell

## Nya böcker

### 0 – 9
- 2061 – Tredje rymdodyssén av Arthur C. Clarke
- 3 x Sovjet av Jan Myrdal

### A – G
- A Dedicated Man av Peter Robinson
- Alkemisten av Paulo Coelho
- Alltid den där Anette! av Peter Pohl
- Ankare av Klas Östergren
- Arvesilvret av Martin Perne
- Bara knyt, Alfons! av Gunilla Bergström[4]
- Byron, en roman av Sigrid Combüchen
- Dagning;röd! av Bengt Pohjanen
- Damiens av Sven Delblanc
- Den stora tomheten av James Ellroy
- Det brinnande trädet av Mare Kandre
- Doktor Karneval av Rolf Dieter Brinkmann
- En annan ordning av Jan Myrdal
- En meccanopojke berättar av Jan Myrdal
- Engelska parken av Ola Larsmo
- Ett bloss för Bodil Malmsten. Dikter 1977–1987 av Bodil Malmsten
- Fadder Teiresias vår av Peter Kihlgård
- Flickor av Håkan Sandell
- Fritt fall, dikter av Per Gunnar Evander
- Födde: en dotter av Björn Hellberg
- Födelsedagen av Ulla Isaksson
- Gorilla av Torbjörn Säfve

### H – N
- Havet inom oss av Peter Pohl
- Händ! av Stig Larsson
- I nationens intresse av Jan Guillou
- Jazz är farligt av Bengt Ohlsson
- Indiansommar av Jan Arvid Hellström
- Koncipieringen av en gädda av Peter Kihlgård
- Koreografen av Håkan Nesser
- Kosmos – en kort historik av Stephen Hawking
- Klas katt och livets mysterier av Gunnar Lundkvist[5]
- Krigarens sköld av Vibeke Olsson
- Mimmi och kalla handen av Viveca Lärn[6]
- Mimmi och kexfabriken av Viveca Lärn[6]
- Neros bägare av  Jan Mårtenson
- Nödsignal från rymden och andra berättelser från kosmos av George Johansson

### O – U
- Om godheten av Willy Kyrklund
- Pappas lilla flicka av Elizabeth George
- Pestkungens legend av Lars Andersson
- Poltava av Peter Englund[5]
- Röda hund av P.C. Jersild
- Rövarna i Skuleskogen av Kerstin Ekman
- Skuggömman av Maria Gripe
- Svartvita bilder av Bodil Malmsten
- Till en författare av Ivar Lo-Johansson
- Titta, jag är osynlig! av Carl Fredrik Reuterswärd

### V – Ö
- Varelser av Werner Aspenström
- Vill gå hem av Jonas Gardell
- Änkan av Sven Delblanc

## Födda
- 14 november – Måns Wadensjö, svensk författare.

## Avlidna
- 3 februari – Robert Duncan, 69, amerikansk poet.
- 1 mars – Signe Höjer, 91, svensk författare.[3]
- 11 mars – Einar Malm, 87, svensk författare och manusförfattare.
- 12 april – Alan Paton, 85, sydafrikansk författare.[3]
- 28 april – Lars Fredin, 69, svensk poet.
- 4 maj – Annalisa Forssberger, 81, svensk författare.
- 8 maj – Robert A. Heinlein, 80, amerikansk science fiction-författare.
- 27 juni – Ann Mari Falk, 71, svensk författare och översättare.
- 27 september – Björn Lundegård, 61, svensk författare och medlem av Metamorfosgruppen.

### Fotnoter
1. ↑  ”Astrid Lindgren”. http://www.astridlindgren.se/mer-fakta/utvalda-artal. Läst 21 mars 2011.
2. ↑  ”Nobelpriset i litteratur”. https://www.nobelprize.org/prizes/lists/all-nobel-prizes-in-literature/. Läst 20 mars 2011.
3. 1 2 3 4 5 6 7   Horisont 1988. Bertmarks
4. ↑  ”Alfons Åberg”. Arkiverad från originalet den 8 december 2012. https://web.archive.org/web/20121208044934/http://www.alfons.se/fakta_bok_alfons.asp. Läst 21 mars 2011.
5. 1 2  Gradvall, Nordström, Nordström, Rabe, Jan, Björn, Ulf, Anina. Tusen svenska klassiker. Norstedts Förlagsgrup. Läst 12
6. 1 2  ”Viveca Lärn”. Arkiverad från originalet den 26 september 2011. https://web.archive.org/web/20110926012117/http://www.vivecalarn.com/litteraturlista.htm. Läst 21 mars 2011.